# Jeg falder i staver midt i en sætning
Jeg falder i staver midt i en sætning er en dansk eksperimentalfilm fra 1995 instrueret af Marie Rømer Westh.

## Handling
Filmen beskriver hvad folk foretager sig, når de er alene.